# 伊胡埃拉斯

伊胡埃拉斯（西班牙語：Hijuelas），是智利的城市，位於該國中部瓦爾帕萊索大區的基約塔省，面積267.2平方公里，海拔高度257米，2012年人口15,876人，人口密度每平方公里59人。
32°47′55″S 71°8′38″W / 32.79861°S 71.14389°W